# 숙골로
숙골로(Sukgol-ro)는 인천광역시 미추홀구 도화동에 있는 도로로, 총 연장은 1.263 km이다. 도로의 명칭이 유래된 것은 숙골(물이 많은 골짜기)이라는 옛 지명을 인용하였기 때문이다.

## 역사
- 2009년 9월 17일 : 도로명으로 숙골로를 고시

## 주요 경유지
- 미추홀구
  - 도화동

## 접촉하는 도로
- 경인로 (국도 제42호선, 국도 제46호선, 인천광역시도 제20호선)
- 주안로 (인천광역시도 제27호선)
- 석정로 (인천광역시도 제35호선)
- 장고개로 (인천광역시도 제24호선, 인천광역시도 제27호선)
- 송림로 (국도 제6호선, 국도 제77호선, 국가지원지방도 제98호선, 인천광역시도 제24호선)

## 주요 건물 및 시설
- 스위스여관 (숙골로 11/도화동 592-4)
- 대호빌라 (숙골로 47/도화동 100-8)
- 안성빌라 (숙골로 55/도화동 101-4)
- 세솔빌딩 (숙골로 57/도화동 101-21)
- 도화프라자 (숙골로 90/도화동 1006-8)
- 로데오프라자 (숙골로 93/도화동 998-3)
- 청운프라자 (숙골로 94/도화동 1006-7)
- 소만프라자 (숙골로 96/도화동 1006-6)
- 광장프라자 (숙골로 100/도화동 1006-4)
- 채움프라자 (숙골로 102/도화동 1006-3)
- 와이지프라자 (숙골로 104/도화동 1006-2)
- 청운대학교 인천캠퍼스 (숙골로 113/도화동 36-1)
- 우리타워 (숙골로 114/도화동 1005-6)
- 스카이프라자1 (숙골로 116/도화동 1005-5)
- 스카이프라자2 (숙골로 120/도화동 1005-3)
- 와이지타워 (숙골로 124/도화동 1005-2)

## 철도 연계역
- ● 수도권 전철 1호선 : 도화역

## 특이 사항
도화사거리에서 더샵인천스카이타워아파트 1단지 및 2단지 사이 중간 길은 공원이 꾸며진 상태로, 보행자와 자전거만 다니는 인도 구간이다.